# Titus-Brandsma-Gedächtniskirche

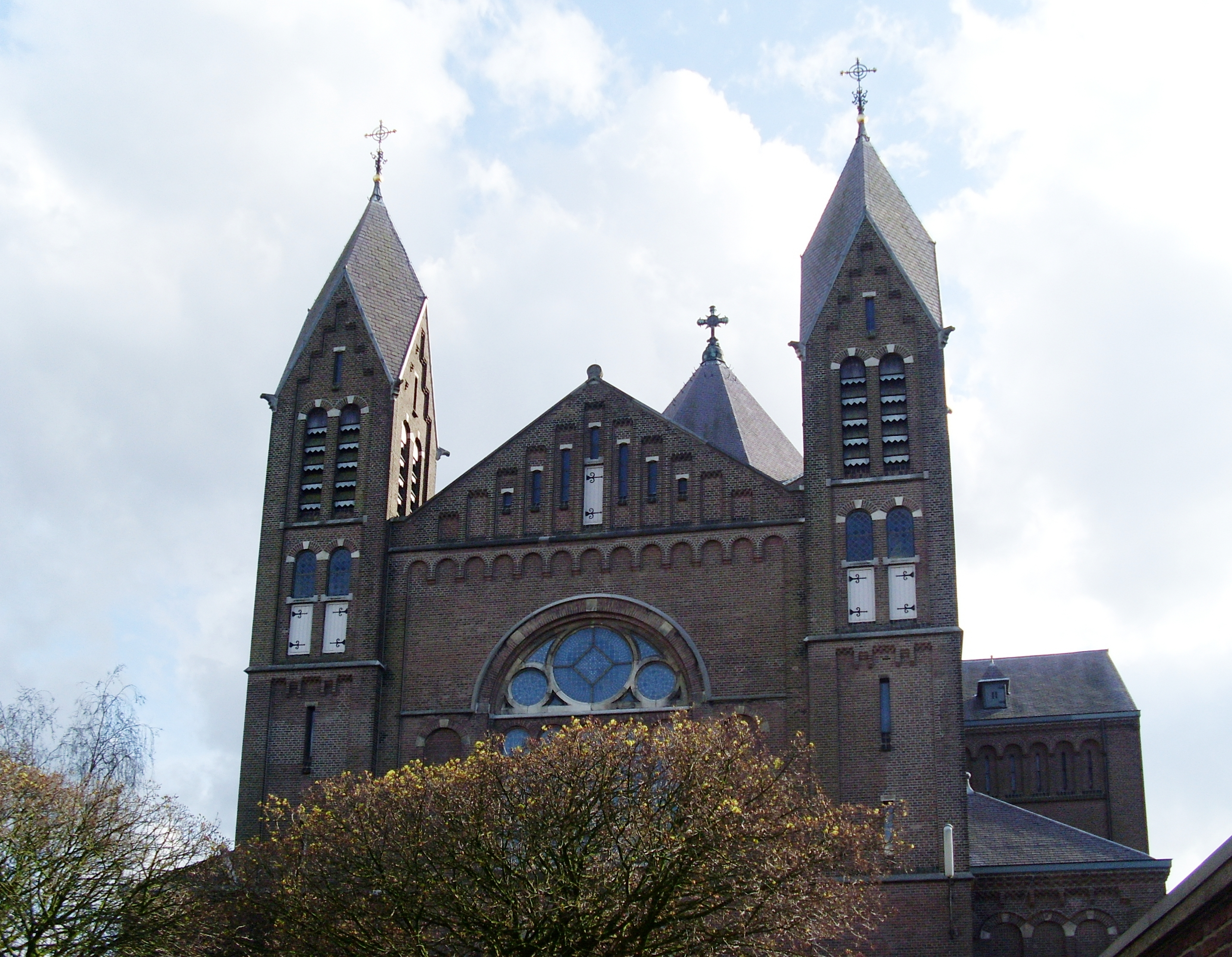
Titus-Brandsma-Gedächtniskirche, Portalfront

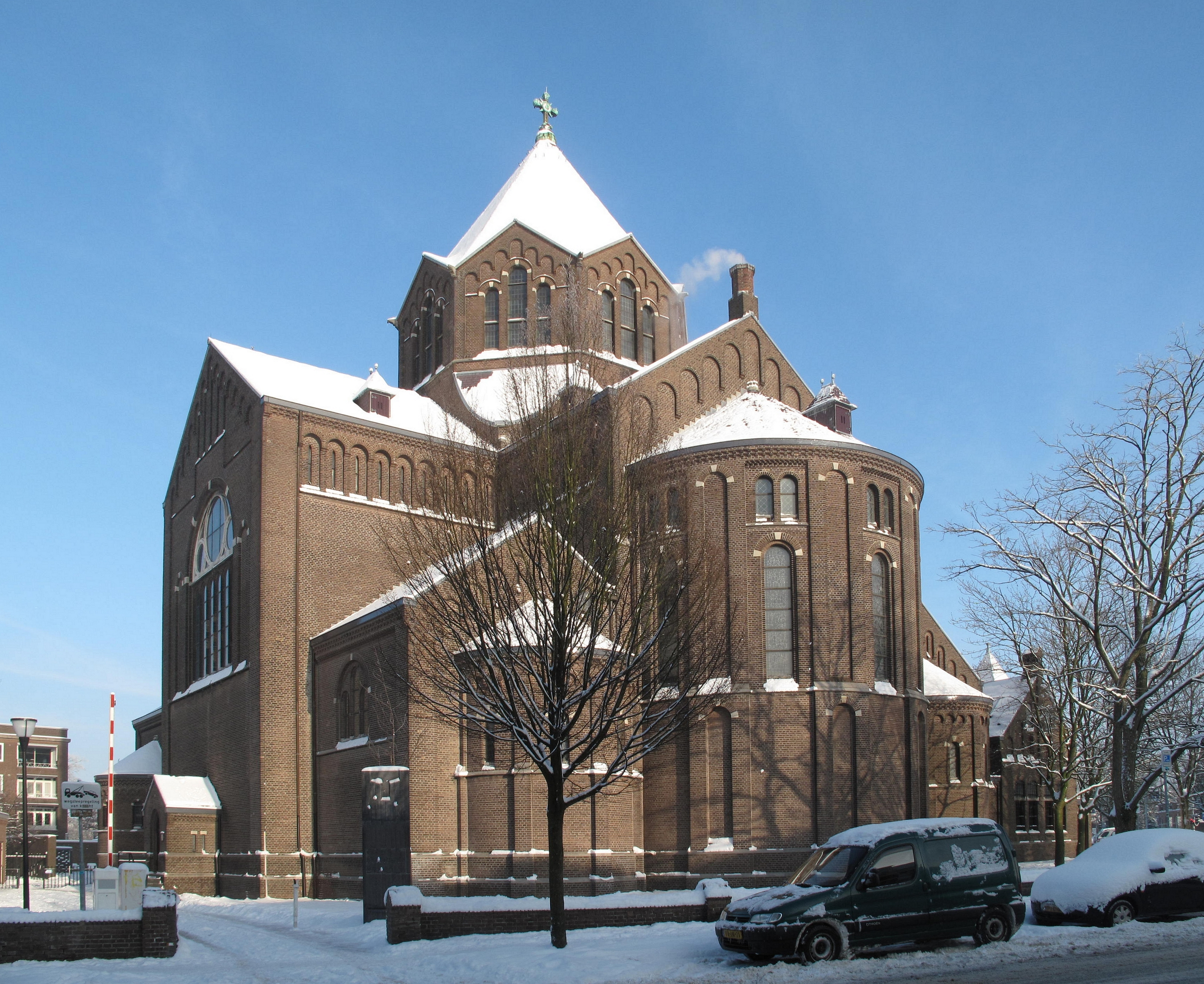
Ansicht von Südwesten

Die Titus-Brandsma-Gedächtniskirche (niederländisch Titus Brandsma Gedachteniskerk) ist ein römisch-katholisches Kirchengebäude in der niederländischen Stadt Nimwegen, das seit 2004 dem Gedächtnis des seligen Titus Brandsma gewidmet ist. Die 1908/09 erbaute Kirche trug zuvor das Patrozinium des heiligen Josef. Vielfach wird sie weiterhin Sint-Jozefkerk genannt.

## Geschichte
Um 1880 verlor Nimwegen seinen Status als Festungsstadt. Die Befestigungsanlagen wurden geschleift, neue Straßen und Plätze wurden angelegt – darunter der sternförmige Kaiser-Karls-Platz (Keizer Karelplein), in dessen Bereich auch eine neue katholische Pfarrkirche entstehen sollte. 1888 wurde zunächst eine Notkirche gebaut, zwanzig Jahre später konnte die repräsentative St.-Josefs-Kirche nach Plänen von Bernardus Johannes Claase realisiert werden. Die Notkirche wurde 1923 zum Pfarrheim umgebaut.
Im Zweiten Weltkrieg erlitt Nimwegen schwere Zerstörungen. Zu den wenigen Gebäuden, die unbeschädigt blieben, gehörte St. Josef. Auch die nahe gelegene historistische Jesuiten-Kirche St. Petrus Canisius an der Molenstraat war zerstört. Statt eines Wiederaufbaus wechselten die Jesuiten zur St.-Josefs-Kirche und übernahmen zugleich die Pfarrei.
Die folgenden Jahrzehnte brachten eine rapide Erosion der Pfarrei und des Jesuitenkonvents, der schließlich aufgelöst wurde. An der Kirche wurde ein Karmelitenkonvent angesiedelt. Die Pfarrkirche wurde in einen spirituellen Gedächtnisort für Titus Brandsma umgewandelt, der selbst Karmelit war und in unmittelbarer Nähe an der Katholischen Universität Nimwegen fast 20 Jahre bis zu seiner Deportation ins KZ lehrte.

## Architektur und Ausstattung
Die Titus-Brandsma-Gedächtniskirche ist eine weiträumige dreischiffige Backstein-Basilika auf Kreuzgrundriss in neuromanischen, auch an byzantinische Vorbilder erinnernden Formen. Die Wandflächen sind mit schmalen Rundbogenfenstern, Lisenen und Bogenfriesen gegliedert. Der Chor mündet in eine hohe halbrunde Apsis, die von zwei kleineren Apsiden flankiert wird. Die auf der Nordseite zum Karlsplatz hin gelegene Portalfront ist mit Ziergiebel und Fensterrosette, vor allem aber mit zwei schlanken quadratischen Ecktürmen hervorgehoben. Auffälligstes Bauelement ist der breite oktogonale Vierungsturm. Seine acht Wandflächen sind mit je drei Fenstern und einem Giebel gestaltet; darüber steht das Zeltdach. Dieser einer Kuppel ähnelnde Turm gibt der Kirche die Wirkung eines Zentralbaus.
Im Inneren kontrastieren weiß verputzte Wandflächen mit den backsteinsichtigen Pfeilern und Bögen. Vor allem in der Hauptapsis, die mit einer zweigeschossigen Galerie ausgestattet ist, sind Teile der neuromanischen Ausmalung erhalten. Zur Originalausstattung gehören auch die farbigen Bleiglasfenster.
Die Einrichtung der Kirche wurde 2004 ganz auf ihre neue Zweckbestimmung hin gestaltet. Ein schlichter Tischaltar und ein hölzerner Ambo stehen im Zentrum unter dem Vierungsturm, umgeben von wenigen Stuhlreihen. Eine Vitrinenreihe enthält Gegenstände aus dem Leben Titus Brandsmas. Seine Urne ist vor seinem Porträt in einer Seitenapsis aufgestellt.

## Orgel
Die Orgel wurde 1920 durch den Orgelbauer Elbert errichtet. Das Instrument hat 29 Register auf zwei Manualen und Pedal.
| I Hauptwerk C–g3 |               |     |
| 1.               | Bourdon       | 16′ |
| 2.               | Prestant      | 8′  |
| 3.               | Bourdon       | 8′  |
| 4.               | Portunaal     | 8′  |
| 5.               | Gamba         | 8′  |
| 6.               | Octaaf        | 4′  |
| 7.               | Fluit         | 4′  |
| 8.               | Octaaf        | 2′  |
| 9.               | Mixtuur II-IV |     |
| 10.              | Cornet IV     |     |
| 11.              | Trompet       | 8′  |

| II Schwellwerk C–g3 |                  |     |
| 12.                 | Bourdon          | 16′ |
| 13.                 | Vioolprestant    | 8′  |
| 14.                 | Holpijp          | 8′  |
| 15.                 | Quintadena       | 8′  |
| 16.                 | Aeoline          | 8′  |
| 17.                 | Voix Céleste     | 8′  |
| 18.                 | Violine          | 4′  |
| 19.                 | Flûte Harmonique | 4′  |
| 20.                 | Woudfluit        | 2′  |
| 21.                 | Oboe             | 8′  |
| 22.                 | Claron           | 4′  |

| Pedalwerk C–f1 |           |     |
| 23.            | Contrabas | 16′ |
| 24.            | Subbas    | 16′ |
| 25.            | Octaafbas | 8′  |
| 26.            | Octaaf    | 4′  |
| 27.            | Bazuin    | 16′ |
| 28.            | Dulciaan  | 16′ |
| 29.            | Fagot     | 8′  |

- Koppeln: II/I (auch als Suboktavkoppel), I/P, II/P